# Taftan (pa)
El Taftan, taftoon o taftun és un tipus de pa amb llevat propi de les gastronomies persa, pakistanesa i d'Uttar Pradesh, que és cuit en un forn d'argila. És una paraula persa.
Aquest pa es prepara amb llet, iogurt, i ous. Sovint és aromatitzat amb safrà i una mica de pols de cardamom, i de vegades es decora amb llavors de rosella.